# Święto Papieru

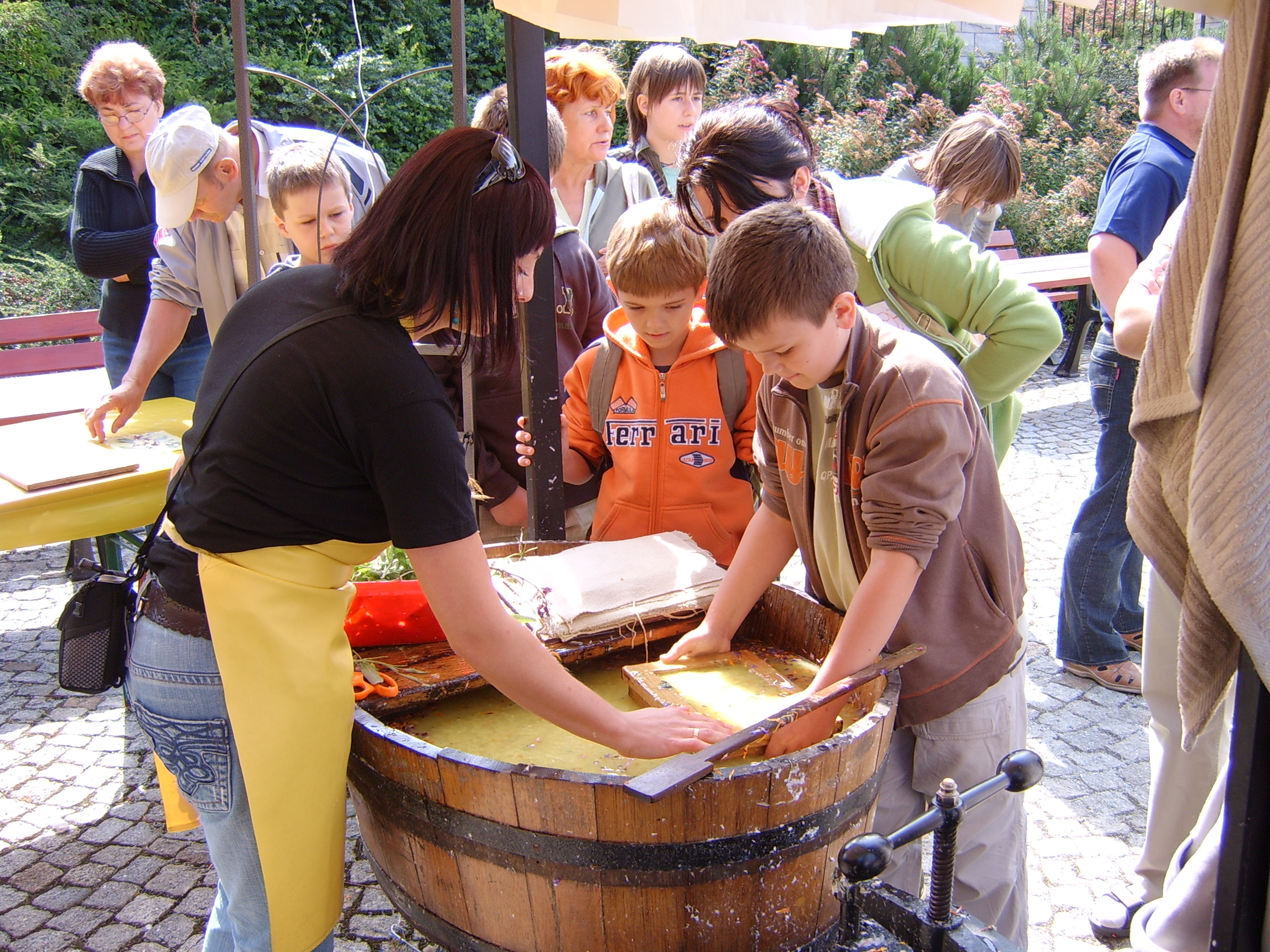
Zajęcia z czerpania papieru.

Święto Papieru – festyn organizowany corocznie w ostatni weekend lipca, od 2001 roku przez Muzeum Papiernictwa w Dusznikach-Zdroju. 
Celem imprezy jest promowanie wiedzy o papierze, jego historii, znaczeniu dla rozwoju cywilizacji oraz roli w dzisiejszym świecie. W trakcie festynu prezentowane są również tematy ekologiczne.
Podczas „Święta Papieru” odbywa się m.in.:
- bezpłatne zwiedzanie wystaw Muzeum Papiernictwa,
- pokazy, w których można własnoręcznie czerpać i barwić papier, badać jego właściwości przy wykorzystaniu zabytkowych urządzeń, drukować na papierze czerpanym,
- wykonywanie grafik na papierze (linoryt, monotypia)
- konkursy zręcznościowe dla dzieci.

W 2008 impreza odbyła się w ramach obchodów jubileuszu 40-lecia Muzeum Papiernictwa, pod patronatem Ministra Kultury i Dziedzictwa Narodowego oraz Marszałka Dolnego Śląska. Zrealizowano dwie edycje:
- 26-27 lipca w muzeum w Dusznikach,
- 2-3 sierpnia w Arsenale Miejskim we Wrocławiu.

W 2009 Święto Papieru odbyło się w dusznickim muzeum 25 i 26 lipca, w ramach Dni Dolnego Śląska i 550-lecia Hrabstwa Kłodzkiego. Oprócz tradycyjnych atrakcji (czerpania arkuszy według XIII-wiecznej technologii i ich barwienia metodą marmoryzowania, drukowania na XIX-wiecznej maszynie typograficznej, badania właściwości fizycznych papieru i prezentacji współczesnych technik graficznych) odbyła się prezentacja prostych metod sitodruku w wykonaniu Dawida Hadara z Izraela. Ponadto otwarto wystawę sztuki książki „Czas". Nowością był turniej o puchar Prezesa firmy StoraEnso Poland, a najwięcej emocji wywołał konkurs podnoszenia papierowej sztangi. 
W 2010, w dniach 24-25 lipca zorganizowano X edycję Święta Papieru. W programie imprezy były m.in. prezentacja wystaw Hanny Bakuły i Małgorzaty Buczek-Śledzińskiej, występ niemieckiego zespołu Comes Vagantes, koncert Artura Chamskiego oraz pokazy utrwalania obrazu metodą camera obscura w wykonaniu Dawida Hadara z Izraela. Podczas imprezy Muzeum Papiernictwa zwiedziło ok. 10.000 osób.
XI edycja odbyła się 23 - 24 lipca 2011. W programie zaprezentowano m.in. wystawy: Paszporty krajów Unii Europejskiej i Papierowe fascynacje, warsztaty dawnych technik wytwarzania i zdobienia papieru, drukowanie na maszynie typograficznej. Odbyły się 3 konkursy (m.in. podnoszenie sztangi z papieru, rzut rolką do celu).
Podczas XVII edycji imprezy w 2017 roku oddano do użytku dwie nowe ekspozycje: "Polski pieniądz papierowy" i "Wystawę sztuki papieru".